# Karl Mayer Gruppe
Die Karl Mayer Gruppe (Eigenschreibweise KARL MAYER) ist eine im Textilmaschinenbau tätige deutsche Unternehmensgruppe. Unter dem Dach der Karl Mayer Holding SE & Co. KG mit Sitz in Obertshausen fertigen die Konzernunternehmen Maschinen für die Bereiche Wirkerei, Technische Textilien sowie Kettvorbereitung Weberei und vertreiben unter der Marke KM.ON digitale Produkte. Neben inländischen Tochtergesellschaft unterhält das Mutterunternehmen weitere in China, Großbritannien, Hongkong, Italien, Japan, der Schweiz und den USA.

## Geschichte
Das Unternehmen wurde 1937 von Karl Mayer in Obertshausen als mechanische Werkstätte gegründet. Später folgte die Spezialisierung auf die Herstellung von Kettenwirkmaschinen mit den Varianten Kettenwirkautomaten und Raschelmaschinen. Die erste Maschine wurde 1948 ausgeliefert. 1950 erfolgte die Erweiterung des Sortiments um die Produktion von Kettvorbereitungsanlagen für die Wirkerei.
Bis zum Jahr 1990 fertigte das Unternehmen weltweit 75.000 Textilmaschinen für die Wirkerei und Kettvorbereitung. Das waren zwei Drittel der damals weltweit hergestellten Produktionsmaschinen für diese Bereiche. 1991 begann die Produktion von Kettvorbereitungsanlagen für die Weberei.
2008 übernahm der Hersteller die Division Webereivorbereitung der Benninger AG in Uzwil (Schweiz) mit 110 Mitarbeitern (2018 Verlagerung nach Oberbüren), 2010 war Karl Mayer mit einem Marktanteil von rund 76 % Weltmarktführer, bezogen auf die Anzahl und den Wert der verkauften Kettenwirkmaschinen und Kettvorbereitungsanlagen. Im selben Jahr wurde die 100.000. Maschine ausgeliefert. Rund 90 % des Umsatzes entfielen auf das Exportgeschäft. Zu den wichtigsten Absatzmärkten zählten neben Westeuropa vor allem Asien, Südamerika und der Nahe Osten.
2014 übernahm das Unternehmen die LIBA Maschinenfabrik GmbH in Naila mit 350 Mitarbeitern, die ebenfalls Wirk- und Schärmaschinen produzierte. 2017 gründete Karl Mayer die KM.ON GmbH als Software-Start-up zur Entwicklung digitaler Produkte. Im Februar 2020 wurde ein Vertrag zum Erwerb der STOLL Gruppe unterzeichnet.

## Geschäftsbereiche

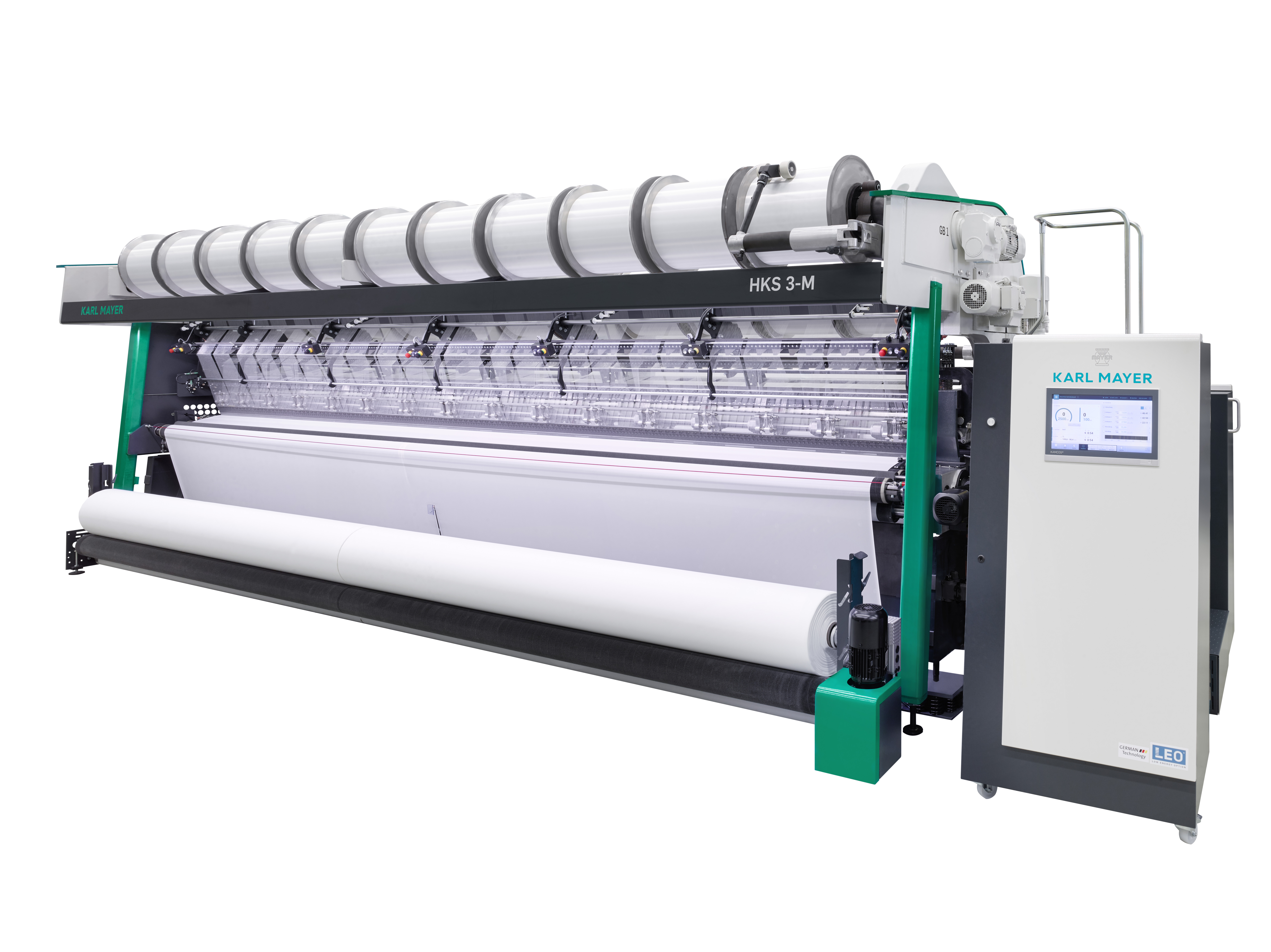
Hochleistungs-Kettenwirkautomat

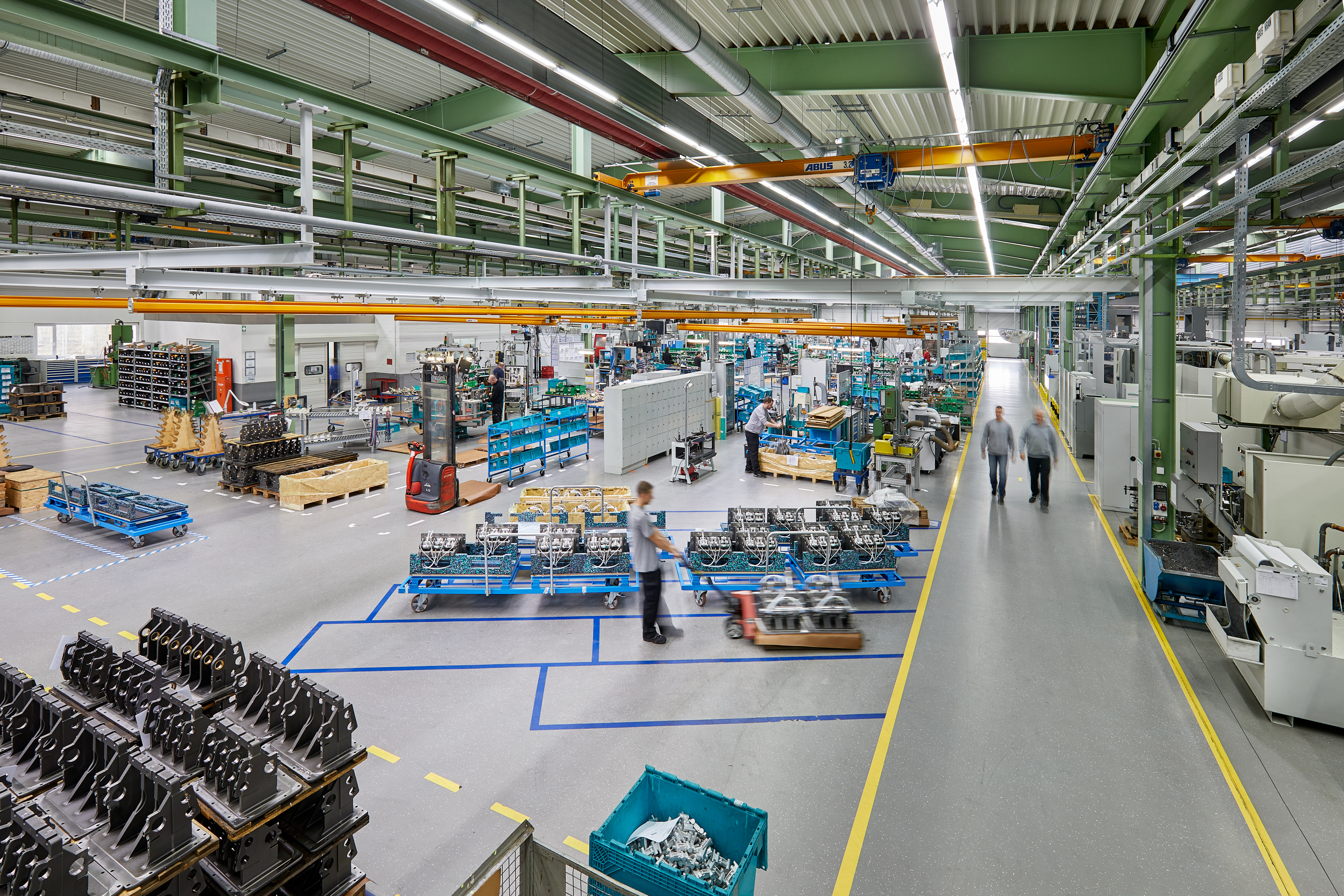
Blick in die Produktion

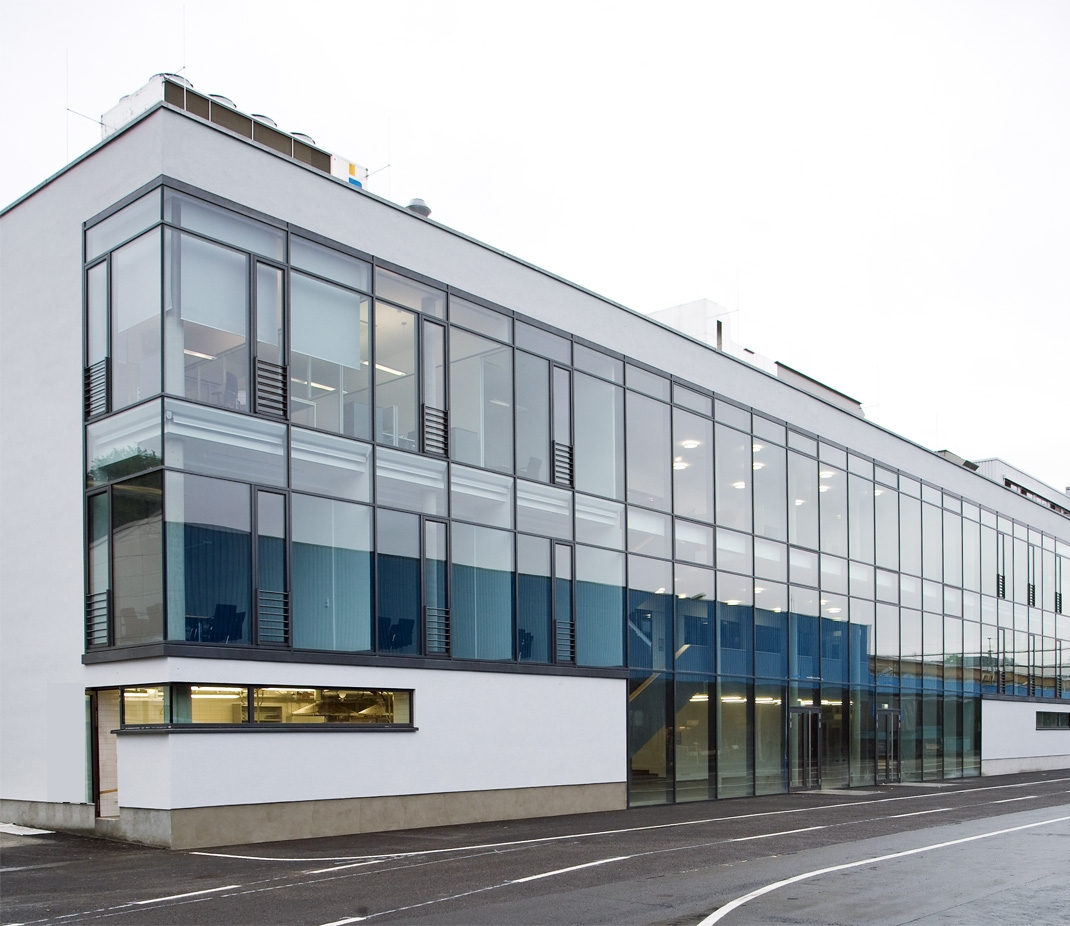
Entwicklungszentrum

Das Unternehmen operiert heute in vier Geschäftsbereichen:
- Wirkmaschinen mit den Produktgruppen Spitzen-, Trikot-, Raschel- und Doppelraschelmaschinen für die Fertigung von hochwertigen unelastischen und elastischen Spitzen, funktionalen Wäsche- und Bekleidungsstoffen, Abstandsgewirken, Seamless-Artikeln, Plüschstoffen, Gardinen, Frottierwaren und semitechnischer Ware; Maschinen zur Herstellung von Spezialtextilien, z. B. für medizinische Einsätze;  Schärmaschinen für die Wirkerei
- Kettvorbereitung mit Kettvorbereitungsanlagen für die Weberei wie Schlicht- und Assembliermaschinen, Bäum- und Zettelmaschinen, Sektionalschärmaschinen, Musterkettenschärmaschinen, Denim-Färbeanlagen und Gattern
- Technische Textilien mit dem Schwerpunkt auf Maschinen für die Fertigung hochfester Textilien oder offener Gitter, vor allem zur Faserverstärkung von Composites, dazu Schusswirk- und Compositemaschinen, Faserspreizanlagen sowie eine Spreiz- und Imprägnieranlage zur kontinuierlichen Herstellung von faserverstärkten thermoplastischen Bändern
- KM.ON mit einem digitalen Angebot, das acht Kategorien umfasst und einem Zugang durch einen konventionellen Industrie-PC in Kombination mit einem entsprechenden Computerprogramm ermöglicht